# فلورين (عملة إنجليزية)

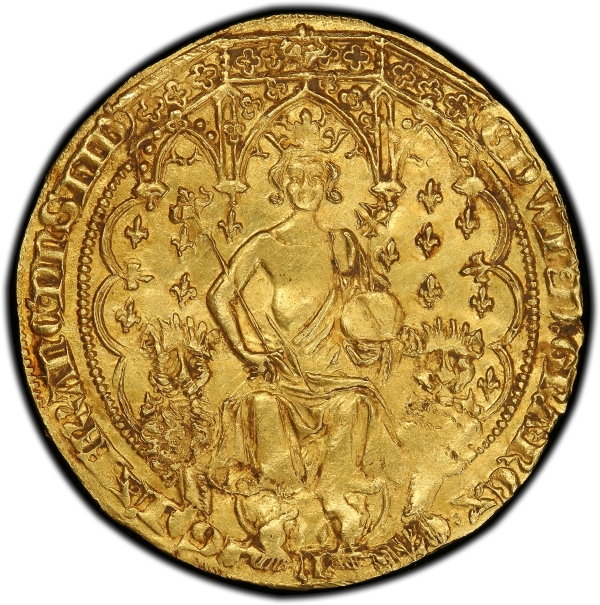
وجه العملة

الفلورين الإنجليزي، المعروف أحيانًا باسم الفهد المزدوج، كان محاولةً من إدوارد الثالث عام ١٣٤٤ لإنتاج عملات ذهبية مناسبة للاستخدام في أوروبا وإنجلترا. صُدِّق عليه في ٢٧ يناير ١٣٤٤، وسُكَّ من ١٠٨ حبات (٦٫٩٩٨٢٩ غرامًا؛ أونصة تروي) من الذهب الخالص الاسمي ('الناعم') وكانت قيمته ستة شلنات (ما يعادل جنيه إسترليني ).
كان الفلورين القاري، الذي استند إلى عملة فرنسية، ثم إلى عملات صدرت في فلورنسا عام 1252، عملة قياسية (3.50 غرام من الذهب الخالص) تُستخدم على نطاق واسع دوليًا. وفي النهاية، وُجد أن الفلورين الإنجليزي الذي طُرح حديثًا، بضعف هذا الوزن الاسمي، قد فُرضت عليه تعريفة جمركية خاطئة، مما أدى إلى رفضه من قِبل التجار. سُحب من التداول على الفور تقريبًا، وفي أغسطس 1344، بعد بضعة أشهر فقط، استُبدل بالعملة الذهبية النبيلة الأكثر نجاحًا (7.80 غرام من الذهب، بقيمة 6 شلن و8 بنسات).

## وصف

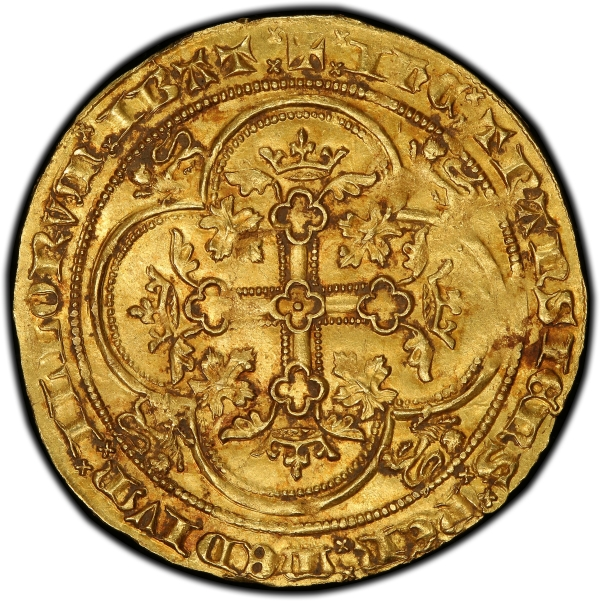
يعكس

يُظهر وجه العملة الملك مُتوجًا تحت مظلة، ورأسا فهدين على جانبيها؛ والنقش هو EDWR D GRA REX ANGL ⁊ FRANC DNS HIB ("إدوارد، بنعمة الله ملك إنجلترا وفرنسا، سيد أيرلندا"). ويُظهر الوجه الآخر الصليب الملكي داخل زهرة رباعية الفصوص، ونمرًا في كل ركن من أركانها؛ والنقش هو IHC TRANSIENS PER MEDIUM ILLORUM IBAT ("ولكن يسوع مرّ في وسطهم ومضى في طريقه"، من إنجيل لوقا 4: 30).

## العملات المعدنية الباقية
ثلاثة أمثلة فقط من العملة المعدنية معروفة. أُكتشف اثنتين معًا على ضفاف نهر تاين في عام 1857، وهما الآن معروضان في المتحف البريطاني. أُكتشفت عملة أخرى في مكان غير معلن في جنوب إنجلترا في عام 2006 وبيعت في مزاد مقابل 460,000 جنيه إسترليني، وهو سعر قياسي آنذاك لعملة بريطانية.  أُقرضت العملة لاحقًا لمتحف فيتزويليام، كامبريدج، قبل تغيير ملكيتها في عام 2016 مقابل مبلغ غير معلن من سبعة أرقام إلى جامع خاص في الولايات المتحدة.
تضمنت قائمة عام 2013 هذه العملة المعدنية باعتبارها واحدة من أغلى العملات في العالم. 